# Gran Premio motociclistico del Brasile 2003
Il Gran Premio motociclistico di Rio 2003 corso il 20 settembre, è stato il dodicesimo Gran Premio della stagione 2003 e ha visto vincere: la Honda di Valentino Rossi in MotoGP, Manuel Poggiali nella classe 250 e Jorge Lorenzo nella classe 125.
Per il pilota spagnolo Lorenzo si tratta della prima vittoria nel motomondiale.

## MotoGP

### Arrivati al traguardo
| Pos. | Nº | Pilota            | Squadra                   | Motocicletta       | Giri | Tempo     | Griglia | Punti |
| ---- | -- | ----------------- | ------------------------- | ------------------ | ---- | --------- | ------- | ----- |
| 1º   | 46 | Valentino Rossi   | Repsol Honda              | Honda RC211V       | 24   | 44:36.633 | 1       | 25    |
| 2º   | 15 | Sete Gibernau     | Telefónica Movistar Honda | Honda RC211V       | 24   | +3.109    | 3       | 20    |
| 3º   | 6  | Makoto Tamada     | Pramac Honda              | Honda RC211V       | 24   | +7.298    | 9       | 16    |
| 4º   | 3  | Max Biaggi        | Camel Pramac Pons         | Honda RC211V       | 24   | +9.235    | 4       | 13    |
| 5º   | 69 | Nicky Hayden      | Repsol Honda              | Honda RC211V       | 24   | +11.165   | 7       | 11    |
| 6º   | 65 | Loris Capirossi   | Ducati Marlboro           | Ducati Desmosedici | 24   | +14.826   | 2       | 10    |
| 7º   | 11 | Tōru Ukawa        | Camel Pramac Pons         | Honda RC211V       | 24   | +17.361   | 8       | 9     |
| 8º   | 56 | Shin'ya Nakano    | d'Antín Yamaha            | Yamaha YZR-M1      | 24   | +21.239   | 6       | 8     |
| 9º   | 7  | Carlos Checa      | Fortuna Yamaha            | Yamaha YZR-M1      | 24   | +21.522   | 10      | 7     |
| 10º  | 12 | Troy Bayliss      | Ducati Marlboro           | Ducati Desmosedici | 24   | +22.971   | 5       | 6     |
| 11º  | 33 | Marco Melandri    | Fortuna Yamaha            | Yamaha YZR-M1      | 24   | +32.910   | 16      | 5     |
| 12º  | 4  | Alex Barros       | Gauloises Yamaha          | Yamaha YZR-M1      | 24   | +40.136   | 11      | 4     |
| 13º  | 45 | Colin Edwards     | Alice Aprilia Racing      | Aprilia RS Cube    | 24   | +54.099   | 12      | 3     |
| 14º  | 41 | Noriyuki Haga     | Alice Aprilia Racing      | Aprilia RS Cube    | 24   | +57.234   | 20      | 2     |
| 15º  | 23 | Ryūichi Kiyonari  | Telefónica Movistar Honda | Honda RC211V       | 24   | +57.678   | 15      | 1     |
| 16º  | 99 | Jeremy McWilliams | Proton Team KR            | Proton KR5         | 24   | +1:06.069 | 21      |       |
| 17º  | 10 | Kenny Roberts Jr  | Suzuki Grand Prix         | Suzuki GSV-R       | 24   | +1:09.444 | 19      |       |
| 18º  | 88 | Andrew Pitt       | Kawasaki Racing           | Kawasaki ZX-RR     | 24   | +1:22.463 | 22      |       |
| 19º  | 52 | David de Gea      | WCM                       | Harris WCM         | 23   | +1 giro   | 23      |       |

### Ritirati
| Nº | Pilota         | Squadra          | Motocicletta   | Giri | Griglia |
| -- | -------------- | ---------------- | -------------- | ---- | ------- |
| 8  | Garry McCoy    | Kawasaki Racing  | Kawasaki ZX-RR | 14   | 13      |
| 9  | Nobuatsu Aoki  | Proton Team KR   | Proton KR5     | 11   | 17      |
| 35 | Chris Burns    | WCM              | Harris WCM     | 8    | 24      |
| 19 | Olivier Jacque | Gauloises Yamaha | Yamaha YZR-M1  | 7    | 14      |

### Non partito
| Nº | Pilota       | Squadra           | Motocicletta | Griglia |
| -- | ------------ | ----------------- | ------------ | ------- |
| 21 | John Hopkins | Suzuki Grand Prix | Suzuki GSV-R | 18      |

## Classe 250

### Arrivati al traguardo
| Pos. | Nº | Pilota                | Squadra                     | Motocicletta | Giri | Tempo     | Griglia | Punti |
| ---- | -- | --------------------- | --------------------------- | ------------ | ---- | --------- | ------- | ----- |
| 1º   | 54 | Manuel Poggiali       | MS Aprilia                  | Aprilia      | 22   | 42:09.055 | 2       | 25    |
| 2º   | 3  | Roberto Rolfo         | Fortuna Honda               | Honda        | 22   | +12.901   | 3       | 20    |
| 3º   | 7  | Randy de Puniet       | Safilo Oxydo-LCR            | Aprilia      | 22   | +12.965   | 4       | 16    |
| 4º   | 50 | Sylvain Guintoli      | Campetella Racing           | Aprilia      | 22   | +25.317   | 7       | 13    |
| 5º   | 8  | Naoki Matsudo         | Yamaha Kurz                 | Yamaha       | 22   | +47.468   | 9       | 11    |
| 6º   | 33 | Héctor Faubel         | Aspar Junior                | Aprilia      | 22   | +55.694   | 10      | 10    |
| 7º   | 11 | Joan Olivé            | Aspar Junior                | Aprilia      | 22   | +58.264   | 14      | 9     |
| 8º   | 14 | Anthony West          | Zoppini Abruzzo             | Aprilia      | 22   | +58.339   | 16      | 8     |
| 9º   | 57 | Chaz Davies           | Aprilia Germany             | Aprilia      | 22   | +1:00.193 | 15      | 7     |
| 10º  | 34 | Eric Bataille         | Troll Honda BQR             | Honda        | 22   | +1:02.606 | 19      | 6     |
| 11º  | 6  | Alex Debón            | Troll Honda BQR             | Honda        | 22   | +1:03.500 | 13      | 5     |
| 12º  | 36 | Erwan Nigon           | Equipe de France - Scrab GP | Aprilia      | 22   | +1:09.904 | 11      | 4     |
| 13º  | 16 | Johan Stigefelt       | Zoppini Abruzzo             | Aprilia      | 22   | +1:14.199 | 17      | 3     |
| 14º  | 28 | Dirk Heidolf          | Aprilia Germany             | Aprilia      | 22   | +1:14.370 | 20      | 2     |
| 15º  | 13 | Jaroslav Huleš        | Elit Grand Prix             | Honda        | 22   | +1:16.913 | 22      | 1     |
| 16º  | 15 | Christian Gemmel      | Kiefer Castrol-Honda Racing | Honda        | 22   | +1:17.037 | 23      |       |
| 17º  | 52 | Lukáš Pešek           | Yamaha Kurz                 | Yamaha       | 22   | +1:19.838 | 21      |       |
| 18º  | 24 | Toni Elías            | Repsol Telefonica Movistar  | Aprilia      | 22   | +1:27.198 | 1       |       |
| 19º  | 18 | Henk van den Lagemaat | Dark Dog Molenaar           | Honda        | 21   | +1 giro   | 24      |       |

### Ritirati
| Nº | Pilota          | Squadra                     | Motocicletta | Giri | Griglia |
| -- | --------------- | --------------------------- | ------------ | ---- | ------- |
| 26 | Alex Baldolini  | Matteoni Racing             | Aprilia      | 11   | 18      |
| 9  | Hugo Marchand   | Equipe de France - Scrab GP | Aprilia      | 4    | 12      |
| 10 | Fonsi Nieto     | Repsol Telefonica Movistar  | Aprilia      | 3    | 5       |
| 5  | Sebastián Porto | Telefonica Movistar jnr     | Honda        | 2    | 6       |
| 21 | Franco Battaini | Campetella Racing           | Aprilia      | 2    | 8       |

### Non partita
| Nº | Pilota         | Squadra           | Motocicletta | Griglia |
| -- | -------------- | ----------------- | ------------ | ------- |
| 98 | Katja Poensgen | Dark Dog Molenaar | Honda        | 25      |

## Classe 125

### Arrivati al traguardo
| Pos. | Nº | Pilota            | Squadra                   | Motocicletta | Giri | Tempo     | Griglia | Punti |
| ---- | -- | ----------------- | ------------------------- | ------------ | ---- | --------- | ------- | ----- |
| 1º   | 48 | Jorge Lorenzo     | Caja Madrid Derbi Racing  | Derbi        | 21   | 41:51.624 | 5       | 25    |
| 2º   | 27 | Casey Stoner      | Safilo Oxydo-LCR          | Aprilia      | 21   | +0.232    | 9       | 20    |
| 3º   | 15 | Alex De Angelis   | Globet.com Racing         | Aprilia      | 21   | +0.372    | 2       | 16    |
| 4º   | 3  | Daniel Pedrosa    | Telefonica Movistar jnr   | Honda        | 21   | +0.589    | 1       | 13    |
| 5º   | 22 | Pablo Nieto       | Master-MXOnda-Aspar       | Aprilia      | 21   | +0.771    | 14      | 11    |
| 6º   | 34 | Andrea Dovizioso  | Team Scot                 | Honda        | 21   | +0.899    | 3       | 10    |
| 7º   | 7  | Stefano Perugini  | Abruzzo Racing            | Aprilia      | 21   | +1.240    | 6       | 9     |
| 8º   | 79 | Gábor Talmácsi    | Exalt Cycle Red Devil     | Aprilia      | 21   | +3.835    | 4       | 8     |
| 9º   | 80 | Héctor Barberá    | Master-MXOnda-Aspar       | Aprilia      | 21   | +4.117    | 7       | 7     |
| 10º  | 17 | Steve Jenkner     | Exalt Cycle Red Devil     | Aprilia      | 21   | +15.268   | 8       | 6     |
| 11º  | 58 | Marco Simoncelli  | Matteoni Racing           | Aprilia      | 21   | +19.087   | 16      | 5     |
| 12º  | 23 | Gino Borsoi       | Globet.com Racing         | Aprilia      | 21   | +19.445   | 10      | 4     |
| 13º  | 1  | Arnaud Vincent    | Sterilgarda Racing        | Aprilia      | 21   | +19.584   | 11      | 3     |
| 14º  | 6  | Mirko Giansanti   | Matteoni Racing           | Aprilia      | 21   | +19.673   | 15      | 2     |
| 15º  | 12 | Thomas Lüthi      | Elit Grand Prix           | Honda        | 21   | +20.466   | 12      | 1     |
| 16º  | 19 | Álvaro Bautista   | Seedorf Racing            | Aprilia      | 21   | +27.902   | 20      |       |
| 17º  | 10 | Roberto Locatelli | KTM-Red Bull              | KTM          | 21   | +27.992   | 21      |       |
| 18º  | 4  | Lucio Cecchinello | Safilo Oxydo-LCR          | Aprilia      | 21   | +32.727   | 13      |       |
| 19º  | 36 | Mika Kallio       | KTM-Red Bull              | KTM          | 21   | +36.138   | 23      |       |
| 20º  | 33 | Stefano Bianco    | Metis Gilera Racing       | Gilera       | 21   | +40.544   | 26      |       |
| 21º  | 41 | Yōichi Ui         | Freesoul Racing           | Gilera       | 21   | +41.700   | 22      |       |
| 22º  | 24 | Simone Corsi      | Team Scot                 | Honda        | 21   | +49.980   | 19      |       |
| 23º  | 88 | Robbin Harms      | Seedorf Racing            | Aprilia      | 21   | +50.136   | 30      |       |
| 24º  | 32 | Fabrizio Lai      | Semprucci Angaia Malaguti | Malaguti     | 21   | +50.179   | 18      |       |
| 25º  | 31 | Julián Simón      | Semprucci Angaia Malaguti | Malaguti     | 21   | +55.624   | 24      |       |
| 26º  | 42 | Gioele Pellino    | Sterilgarda Racing        | Aprilia      | 21   | +1:00.747 | 31      |       |
| 27º  | 28 | Michele Danese    | Metasystem Racing Service | Honda        | 21   | +1:52.184 | 32      |       |

### Ritirati
| Nº | Pilota           | Squadra                   | Motocicletta | Giri | Griglia |
| -- | ---------------- | ------------------------- | ------------ | ---- | ------- |
| 50 | Andrea Ballerini | Ajo Motorsports           | Honda        | 16   | 28      |
| 63 | Mike Di Meglio   | Metasystem Racing Service | Honda        | 15   | 29      |
| 8  | Masao Azuma      | Ajo Motorsports           | Honda        | 10   | 17      |
| 26 | Emilio Alzamora  | Caja Madrid Derbi Racing  | Derbi        | 6    | 25      |
| 11 | Max Sabbatani    | Abruzzo Racing            | Aprilia      | 3    | 33      |
| 25 | Imre Tóth        | Team Hungary              | Honda        | 1    | 27      |